# Coliseum de La Coruña
El Coliseum de La Coruña es un estadio de uso para conciertos y espectáculos en La Coruña, Galicia, España. Además, es desde la temporada 2024-25, el pabellón del Leyma Coruña, de ACB
El local está habilitado para conciertos de once mil personas, partidos de baloncesto, y ocasionalmente también es utilizado para patinaje sobre hielo. En el Coliseum también se celebraban espectáculos de tauromaquia, hasta que en 2015 fueron suspendidos por falta de subvenciones y por el poco interés despertado por la ciudadanía coruñesa.

## Construcción y arquitectura
Fue realizado por los ingenieros de caminos Jesús Ortiz Herrera, Juan A. Domínguez, María Jesús Izquierdo y Julio Martínez Calzón y los Arquitectos Salvador Pérez Arroyo, Javier García Alba, Fernando Río Duran y Berta Rodríguez Rodríguez. Construido en 1991, se inauguró el 12 de agosto de 1991.
La construcción del edificio coruñés responde a un recinto multiuso, vanguardista y funcional. El presupuesto, que ascendió a 2 800 millones de pesetas que fue financiado a partes iguales entre el Ayuntamiento y la Junta de Galicia.

### Plaza de toros cubierta
La plaza cubierta tiene un ruedo de 45 metros de diámetro, callejón de 2 metros de ancho, corrales, dependencias para los toreros, enfermería y capilla.
En la inguración se anunciaron para la ocasión toros de Victorino Martín para los toreos Luis Francisco Esplá, Morenito de Maracay y Víctor Méndez. Hermoso fue el primer toro que pisó el albero. La primera oreja la cortó el venezolano Morenito de Maracay al segundo en orden de lidia. La cabeza de este toro la tenía el Premio Nobel de Literatura, Camilo José Cela.
A lo largo de su historia han hecho el paseíllo en el ruedo coruñés Enrique Ponce, César Rincón, José Tomás, Emilio Muñoz, El Juli, Sebastián Castella, Ortega Cano, Espartaco, Manuel Caballero, Pepín Liria y Luis Bolívar entre otros, que llegó a indultar un toro en 2010.

## Feria taurina
Los festejos taurinos se desarrollaban en los primeros días de agosto, en el marco de las Fiestas de María Pita siendo en 2010 el 20 aniversario de la feria. En 2015 el Ayuntamiento gobernado por Marea Atlántica, decidió suspender la feria taurina, que nunca más se ha celebrado.

## Eventos musicales
Desde su inauguración en 1991, numerosos artistas nacionales e internacionales han cantando sus éxitos. Artistas internacionales como, Gilberto Santa Rosa,Anthrax,Slayer,System of a down ,Helloween,Sepultura,Deep Purple,Megadeth, Chayanne, Marc Anthony, Lucie Silvas, Frank Sinatra, Il Divo, Maná, Alejandro Fernández, Les Luthiers, Shakira, Celia Cruz, Julieta Venegas, Pixies, Ramones, Judas Priest, Juan Luis Guerra, Romeo Santos, Ringo Starr, Motorhead, Iron Maiden,Luis Miguel Gloria Estefan o Sting y nacionales como Mecano, David Bisbal, Pablo Alborán, Malú, Joaquín Sabina, Los Suaves, Dani Martín, La Oreja de Van Gogh, Fito y los Fitipaldis, Luis Eduardo Aute, Leiva, Hombres G, Ana Belén, Joan Manuel Serrat, Víctor Manuel, Rosendo, Luz Casal, Ezetaerre, Loquillo, Melendi, Extremoduro, Bad Gyal, Quevedo, Vetusta Morla o Bebe han deleitado a los asistentes con sus éxitos.

## Ubicación

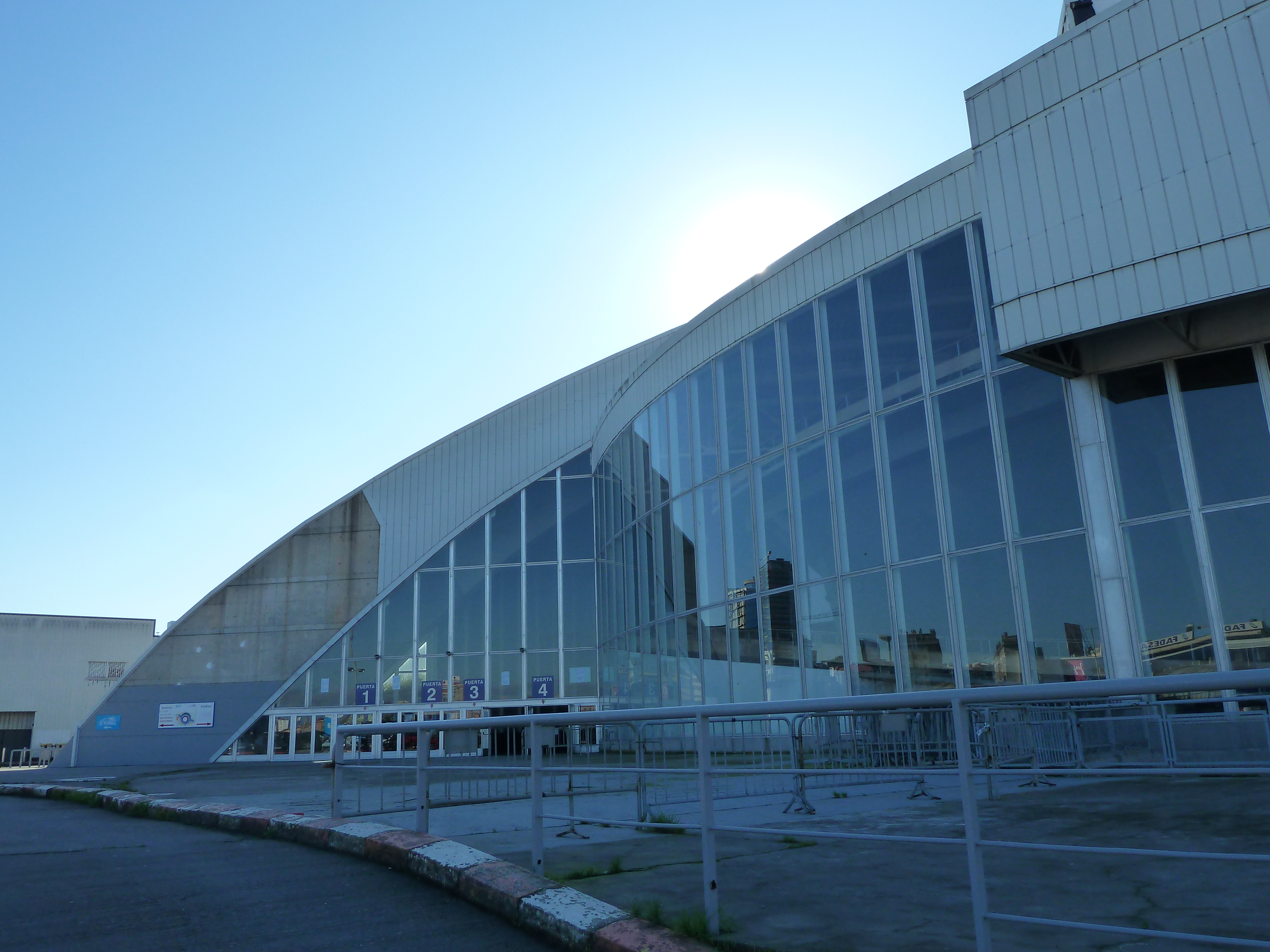
Vista lateral de Coliseum da Coruña

Está ubicado en la calle Francisco Pérez Carballo, 2, La Coruña.